# Stade du Rhône
Stade du Rhône – stadion lekkoatletyczny w Vénissieux na przedmieściach Lyonu, we Francji.
W 2012 roku stadionowi nadano nazwę „Stade du Rhône” (wcześniej znany był jako „Stade de Parilly”), a trybuna główna otrzymała imię Tony'ego Bertranda. W 2013 roku na obiekcie rozegrano lekkoatletyczne Mistrzostwa Świata osób niepełnosprawnych, a w 2015 roku odbyło się na nim część konkurencji lekkoatletycznych Mistrzostw Świata weteranów.